# Де-Кастри
Де-Ка́стри — посёлок в Ульчском районе Хабаровского края России

## География
Расположен на берегу залива Чихачёва (бывший залив Де-Кастри) Японского моря.
Работают больница, средняя школа.
Поблизости от посёлка находится нефтеотгрузочный терминал Де-Кастри оператора АО «Сахалинморнефтегаз-Шельф». Это один из крупнейших нефтеналивных портов Тихоокеанского побережья России и самый удалённый объект инфраструктуры проекта «Сахалин-1».

## История
Поселение было основано в 1853 году. Это произошло за пять лет до подписания Айгунского договора, по которому Российская империя получала эти земли, поэтому тогда ещё существовало особое правительственное распоряжение не осваивать земли южнее Амурского лимана. Тем не менее, весной самый молодой участник экспедиции Невельского Николай Бошняк был послан с двумя казаками и одним тунгусом для основания поста на берегу залива Де-Кастри. Сначала был построен Александровский пост, к началу XX века упразднённый; позднее появился Де-Кастри.
Де-Кастри был назван по бывшему имени залива Чихачёва, на котором стоит. Залив был открыт Лаперузом 25 июля 1787 года и назван в честь организатора экспедиции — морского министра Франции маркиза Шарля де Кастри́. Залив представляет собой удобное естественное убежище для судов, что также ценно с военной точки зрения.
После обороны Петропавловска-Камчатского в 1854 году, во время Крымской войны, стали очевидными трудности снабжения и обороны Камчатки. Было решено перенести порт с Камчатки, не дожидаясь повторного нападения. Весной 1855 года русская эскадра с оружием и людьми под руководством контр-адмирала Завойко направилась в сторону устья Амура, который, однако, был ещё покрыт льдом. Было решено дождаться ледохода, скрываясь в заливе Де-Кастри от превосходящих сил французов и англичан. Русские корабли были там обнаружены, однако успели уйти к Амуру через Татарский пролив до прибытия вражеских подкреплений.
Осенью 1855 года гарнизон Александровского поста отбил попытку англичан и французов высадить десант.
Англичане и французы не знали, что Сахалин является островом, и провели весь завершающий период войны в бесплодном ожидании русского флота у его южного побережья.
При составлении первых планов железнодорожной сети России в 1858 году, Николай Муравьёв-Амурский предлагал провести железную дорогу между селом Софийским на Амуре и Александровским постом. Эти планы реализованы не были — железная дорога вышла к Тихому океану гораздо южнее, во Владивостоке, а в советское время — в Ванино.
В 1890 году залив Де-Кастри посетил Антон Чехов. Свои впечатления о посёлке он включил в произведение «Остров Сахалин», где Александровский пост упоминается как «несколько домиков и церковь» со священником, приезжающим из посёлка Мариинск. Также упоминается плохая погода (мало солнечных дней) и крупная рыба, выловленная Чеховым в заливе.
В ходе Русско-японской войны 10 июля 1905 года японцы высадили в Де-Кастри десант.
Во время Гражданской войны, с 11 января по 27 февраля 1920 года в посёлке размещался русский отряд в составе 48 человек под командованием Ивана Вица. После непродолжительной осады посёлок был захвачен красными отрядами. Иван Виц, отчаявшись от потери Николаевска-на-Амуре и Де-Кастри, застрелился в Клостеркампском маяке возле посёлка.
В 1932 году вокруг Де-Кастри были созданы укрепления для защиты от занимавших в то время юг Сахалина японцев. В 1940 году была сформирована Декастринская военно-морская база с береговыми орудийными батареями, Декастринский укрепрайон № 104 был сформирован до 1941 года. Во время Второй Мировой войны в заливе базировались и укрывались советские суда, после войны все укрепления были оставлены.
23 сентября 2006 года в Де-Кастри начал работу нефтепровод Сахалин — Де-Кастри и нефтеналивной терминал «Сахалин-1». С апреля по ноябрь 2022 года отгрузка нефти на терминале не осуществлялась из-за санкций США и ухода из России оператора нефтепровода американской компании Exxon Mobil. В 2023 году новым оператором проекта Сахалин-1 стало АО «Сахалинморнефтегаз-Шельф» (АО «СМНГ-Шельф»), которая начала производить погрузочно-разгрузочные работы.

## Население
| 1858  | 1926 | 1992  | 2002  | 2010  | 2011  | 2012  |
| ----- | ---- | ----- | ----- | ----- | ----- | ----- |
| 40    | ↗41  | ↗4500 | ↘3724 | ↘3238 | ↘3218 | ↘3086 |
| 2021  |      |       |       |       |       |       |
| ↘2658 |      |       |       |       |       |       |

## Климат
| Показатель                    | Янв.  | Фев.  | Март  | Апр.  | Май  | Июнь | Июль | Авг. | Сен. | Окт.  | Нояб. | Дек.  | Год   |
| ----------------------------- | ----- | ----- | ----- | ----- | ---- | ---- | ---- | ---- | ---- | ----- | ----- | ----- | ----- |
| Абсолютный максимум, °C       | −1,1  | 7,2   | 11,7  | 17,2  | 20   | 25,6 | 28,9 | 26,1 | 28,3 | 18,9  | 13,9  | 8,3   | 28,9  |
| Средний суточный максимум, °C | −15,6 | −12,2 | −5,6  | 1,1   | 6,7  | 11,7 | 15,6 | 17,8 | 14,4 | 6,1   | −5    | −12,8 | 1,7   |
| Средняя температура, °C       | −17,2 | −15   | −8,3  | −1,1  | 4,4  | 9,4  | 13,9 | 15,6 | 11,7 | 3,3   | −7,2  | −15   | −0,6  |
| Средний суточный минимум, °C  | −19,4 | −17,8 | −11,7 | −3,3  | 2,2  | 7,2  | 11,7 | 13,3 | 8,9  | 0,6   | −10   | −17,2 | −3,3  |
| Абсолютный минимум, °C        | −33,3 | −28,9 | −23,9 | −16,7 | −6,1 | −1,1 | 1,1  | 2,8  | −1,1 | −12,8 | −23,9 | −33,9 | −33,9 |
| Источник: weatherbase         |       |       |       |       |      |      |      |      |      |       |       |       |       |

| Показатель                    | Янв.  | Фев.  | Март  | Апр.  | Май  | Июнь | Июль | Авг. | Сен. | Окт. | Нояб. | Дек.  | Год   |
| ----------------------------- | ----- | ----- | ----- | ----- | ---- | ---- | ---- | ---- | ---- | ---- | ----- | ----- | ----- |
| Абсолютный максимум, °C       | −4,4  | −0,6  | 7,4   | 10,4  | 18,5 | 20,6 | 24,8 | 26,0 | 23,1 | 17,4 | 11,5  | 1,5   | 26,0  |
| Средний суточный максимум, °C | −14,8 | −11,1 | −3,2  | 2,9   | 9,0  | 13,5 | 17,4 | 19,7 | 16,2 | 7,9  | −1,1  | −10,5 | 3,8   |
| Средняя температура, °C       | −18,9 | −15,2 | −7,3  | 0,0   | 5,3  | 10,7 | 14,6 | 17,2 | 13,5 | 4,1  | −5,9  | −15,2 | 0,2   |
| Средний суточный минимум, °C  | −22   | −18,2 | −10,6 | −2,7  | 3,4  | 8,8  | 12,4 | 15,6 | 10,6 | 0,8  | −9,6  | −18,4 | −2,5  |
| Абсолютный минимум, °C        | −31,2 | −27,3 | −20,4 | −10,6 | −2,4 | 3,0  | 6,0  | 10,8 | 2,1  | −9,2 | −20,4 | −28   | −31,2 |
| Источник: ЕСИМО               |       |       |       |       |      |      |      |      |      |      |       |       |       |

## Промышленность и транспорт

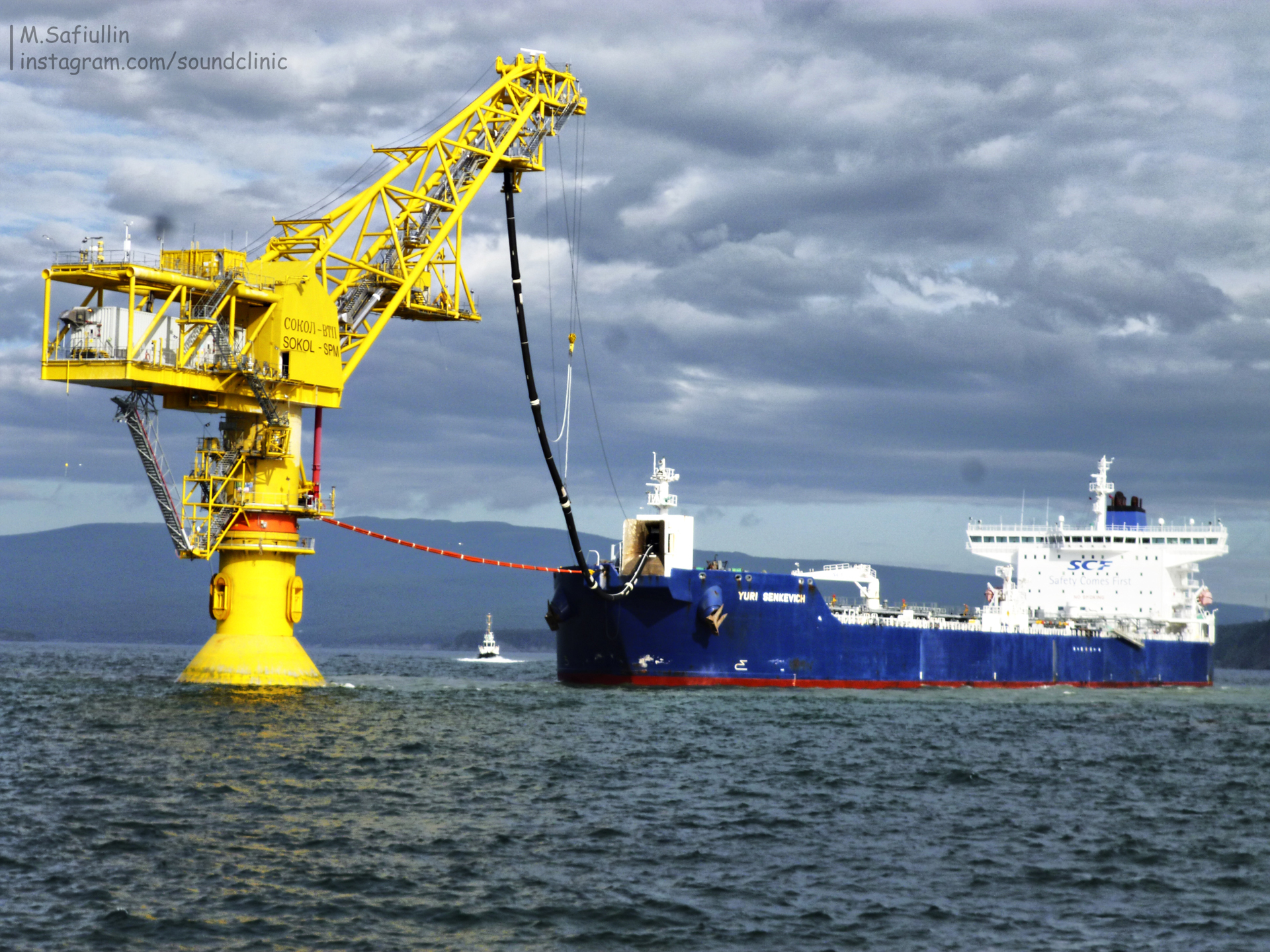
Нефтеналивной терминал в порту Де-Кастри. 2013 год

Крупные предприятия: ООО «Де-Кастрилес», АО «Де-Кастринский Торговый дом». Автодорога до Комсомольска-на-Амуре. Морской порт, принимающий нефтеналивные суда грузоподъёмностью до 110 тысяч тонн и универсальные — до 5000 тонн. Основные грузы — экспортный лес (до 550—580 тыс.кубометров в год) и сырая нефть (до 550 тыс. тонн/месяц, данные за Январь и Февраль 2012 года). Навигация круглогодичная, зимой осуществляется с помощью ледоколов сопровождения.
В порту Де-Кастри работает нефтеналивной терминал Де-Кастри «Эксон Нефтегаз Лимитед», созданный в рамках проекта «Сахалин-1». В марте 2006 года был смонтирован причал для швартовки танкеров-гигантов, вынесенный в море почти на 6 км. Таким образом, посёлок стал главной судоходной гаванью по отгрузке нефти, поступающей по 221-километровому нефтепроводу с мест добычи на шельфе соседнего Сахалина. Экспортный терминал принадлежит консорциуму проекта Сахалин-1. Мощность терминала составляет около 12 млн т в год (88 млн барр.). В 2009 году через Де-Кастри было отгружено 1,6 млн т (11,9 млн барр.) нефти.
Существует проект строительства нефтепродуктопровода от нефтеперерабатывающего завода в Комсомольске-на-Амуре до посёлка мощностью 3-4 млн тонн в год.

## Достопримечательности
В посёлке и его окрестностях интерес представляют музей, маяк на мысе Орлова (бывший Клостер-Камп) и катакомбы времён Второй мировой войны. Фортификационные сооружения вокруг залива были созданы в 1932 году для защиты порта от возможного вторжения со стороны Японии (которой тогда принадлежала южная часть соседнего Сахалина). Подобные береговые оборонительные сооружения также имеются в районе Советской Гавани.
Возле посёлка находятся лечебные грязи лагуны Сомон, гора Казакевича (579 м) и Чёртов хребет с горой Арбат (880 м), а также памятник французскому мореплавателю графу де Лаперузу.